# زیردریایی کلاس سوزیو
سابمارین کلاس سوزیو (به انگلیسی: Sōryū-class submarine) یک کلاس از زیردریایی است که طول آن ۸۴٫۰ متر (۲۷۵ فوت ۷ اینچ) می‌باشد.